# Edward Stanley, IV barone di Alderley
Edward Lyulph Stanley, IV barone di Alderley (16 maggio 1839 – 18 marzo 1925), è stato un nobile e politico inglese.

## Biografia
Era il figlio di Edward Stanley, II barone di Alderley, e di sua moglie, Henrietta Maria Dillon-Lee. Frequentò l'Eton College e il Balliol College di Oxford.

### Carriera
Stanley si candidò come rappresentante per Oldham alle elezioni del 1872, 1874, 1880 e 1885. Vinse solo nel 1880 e ha prestato servizio nella Camera dei comuni (1880–1885). Fu nominato consigliere privato nel 1910.
Stanley era un membro del London School Board (1876–1885) e (1888–1896). Scrisse un libro Our National Education (1899).

### Matrimonio
Sposò, il 6 febbraio 1873, Mary Katherine Bell (?– 4 gennaio 1929), figlia di Lowthian Bell. Ebbero otto figli:
- Henrietta Margaret Stanley (1874–21 agosto 1956), sposò William Edmund Goodenough, ebbero due figlie;
- Arthur Stanley, V barone di Alderley (14 settembre 1875–22 agosto 1931);
- Edward John Stanley (14 maggio 1878–14 novembre 1908);
- Oliver Hugh Stanley (23 ottobre 1879–13 febbraio 1952), sposò Lady Alice Thynne, ebbero cinque figli;
- Sylvia Laura Stanley (1882–1980), sposò Anthony Morton Henley[3][4], ebbero quattro figli;
- Katharine Florence Clementine Stanley (nata e morta il 10 aprile 1884);
- Blanche Florence Daphne Stanley (1885–17 luglio 1968), sposò Eric Pearce-Sorocold[5], ebbero quattro figli;
- Beatrice Venetia Stanley (1887–3 agosto 1948), sposò Edwin Samuel Montagu, ebbero una figlia.

## Ascendenza
|                                       |                                     |                                          | Genitori                              |  |  | Nonni |  |  | Bisnonni                          |  |  | Trisnonni                   |  |
|                                       |                                     |                                          |                                       |  |  |       |  |  | John Thomas Stanley, VI baronetto |  |  | Edward Stanley, V baronetto |  |
|                                       |                                     |                                          |                                       |  |  |       |  |  | John Thomas Stanley, VI baronetto |  |  | Edward Stanley, V baronetto |  |
|                                       |                                     | Mary Ward                                |                                       |  |  |       |  |  | John Thomas Stanley, VI baronetto |  |  |                             |  |
| John Stanley, I barone di Alderley    |                                     |                                          |                                       |  |  |       |  |  | John Thomas Stanley, VI baronetto |  |  |                             |  |
|                                       |                                     | Margaret Owen                            | Hugh Owen                             |  |  |       |  |  |                                   |  |  |                             |  |
|                                       |                                     | Margaret Owen                            | Hugh Owen                             |  |  |       |  |  |                                   |  |  |                             |  |
|                                       |                                     | Margaret Owen                            | Margaret Bold                         |  |  |       |  |  |                                   |  |  |                             |  |
| Edward Stanley, II barone di Alderley |                                     | Margaret Owen                            |                                       |  |  |       |  |  |                                   |  |  |                             |  |
|                                       |                                     | John Baker Holroyd, I conte di Sheffield | Isaac Holroyd                         |  |  |       |  |  |                                   |  |  |                             |  |
|                                       |                                     | John Baker Holroyd, I conte di Sheffield | Isaac Holroyd                         |  |  |       |  |  |                                   |  |  |                             |  |
|                                       |                                     | John Baker Holroyd, I conte di Sheffield | Dorothy Baker                         |  |  |       |  |  |                                   |  |  |                             |  |
| Maria Holroyd                         |                                     | John Baker Holroyd, I conte di Sheffield |                                       |  |  |       |  |  |                                   |  |  |                             |  |
|                                       |                                     | Abigail Way                              | Lewis Way                             |  |  |       |  |  |                                   |  |  |                             |  |
|                                       |                                     | Abigail Way                              | Lewis Way                             |  |  |       |  |  |                                   |  |  |                             |  |
|                                       |                                     | Abigail Way                              | Abigail Lockey                        |  |  |       |  |  |                                   |  |  |                             |  |
| Edward Stanley, IV barone di Alderley |                                     | Abigail Way                              |                                       |  |  |       |  |  |                                   |  |  |                             |  |
|                                       | Charles Dillon, XII visconte Dillon | Henry Dillon, XI visconte Dillon         |                                       |  |  |       |  |  |                                   |  |  |                             |  |
|                                       | Charles Dillon, XII visconte Dillon | Henry Dillon, XI visconte Dillon         |                                       |  |  |       |  |  |                                   |  |  |                             |  |
|                                       | Charles Dillon, XII visconte Dillon | Charlotte Lee                            |                                       |  |  |       |  |  |                                   |  |  |                             |  |
| Henry Dillon, XIII visconte Dillon    | Charles Dillon, XII visconte Dillon |                                          |                                       |  |  |       |  |  |                                   |  |  |                             |  |
|                                       |                                     | Henrietta Maria Phipps                   | Constantine Phipps, I barone Mulgrave |  |  |       |  |  |                                   |  |  |                             |  |
|                                       |                                     | Henrietta Maria Phipps                   | Constantine Phipps, I barone Mulgrave |  |  |       |  |  |                                   |  |  |                             |  |
|                                       |                                     | Henrietta Maria Phipps                   | Lepell Hervey                         |  |  |       |  |  |                                   |  |  |                             |  |
| Henrietta Maria Dillon-Lee            |                                     | Henrietta Maria Phipps                   |                                       |  |  |       |  |  |                                   |  |  |                             |  |
|                                       |                                     | Dominick Geoffrey Browne                 | Dominick Browne                       |  |  |       |  |  |                                   |  |  |                             |  |
|                                       |                                     | Dominick Geoffrey Browne                 | Dominick Browne                       |  |  |       |  |  |                                   |  |  |                             |  |
|                                       |                                     | Dominick Geoffrey Browne                 | Harriet Lynch                         |  |  |       |  |  |                                   |  |  |                             |  |
| Henrietta Browne                      |                                     | Dominick Geoffrey Browne                 |                                       |  |  |       |  |  |                                   |  |  |                             |  |
|                                       |                                     | Margaret Browne                          | George Browne                         |  |  |       |  |  |                                   |  |  |                             |  |
|                                       |                                     | Margaret Browne                          | George Browne                         |  |  |       |  |  |                                   |  |  |                             |  |
|                                       |                                     | Margaret Browne                          | Dorcas Moore                          |  |  |       |  |  |                                   |  |  |                             |  |
|                                       |                                     | Margaret Browne                          |                                       |  |  |       |  |  |                                   |  |  |                             |  |